# Mühlenfließ
Mühlenfließ é um município da Alemanha, situado no distrito de Potsdam-Mittelmark, no estado de Brandemburgo. Tem 58,22 km² de área, e sua população em 2019 foi estimada em 901 habitantes.